# Morgan Sanson
Morgan Stéphane Sanson, född 18 augusti 1994 i Saint-Doulchard, är en fransk fotbollsspelare som spelar för Nice.

## Karriär
I januari 2017 värvades Sanson av Marseille.
Den 26 januari 2021 skrev Sanson på för Premier League-laget Aston Villa, han skrev på ett 4,5-årskontrakt med Birmingham-klubben. Den 23 januari 2023 lånades Sanson ut till Strasbourg på ett låneavtal över resten av säsongen.
Den 24 juli 2023 lånades Sanson ut till Nice på ett säsongslån. Den 15 maj 2024 blev han klar för en permanent övergång till klubben.